# Josip Šimunić (političar)
Josip Šimunić (Drnje, 3. studenog 1873. – Drnje, 1973.), hrvatski političar.
Osim što je bio dugogodišnji tajnik mjesne organizacije HSS-a u Drnju, bio je aktivan i u Ogranku Seljačke sloge Drnje, te je općenito u sudjelovao u stvaranju i razvijanju seljačkog pokreta na području općine Drnje u svim njegovim segmentima. Prvi puta odlazi na privremeni rad u Sjedinjene Američke Države 1906. godine, a drugi puta se u SAD (Kalifornija) našao 1913. godine gdje se zainteresirao za amatersko proučavanje astronomije. Zanimanje za istu problematiku nije napustio ni nakon povratka u Hrvatsku 1918. godine, ali je smanjeno zbog angažmana u seljačkom pokretu. Kada je za liječnika u Drnje došao dr. Pavao Tomašić došlo je do suradnje sa Šimunićem. Zajedno su se amaterski zanimali s astronomijom, a oko 1930. godine su osnovali kreditnu Hrvatsku seljačku zadrugu u Drnju. Josip Šimunić je pokrenuo rad Hrvatske pučke knjižnice u Drnju, a pisao je za neke zagrebačke časopise.